# Mikoshi

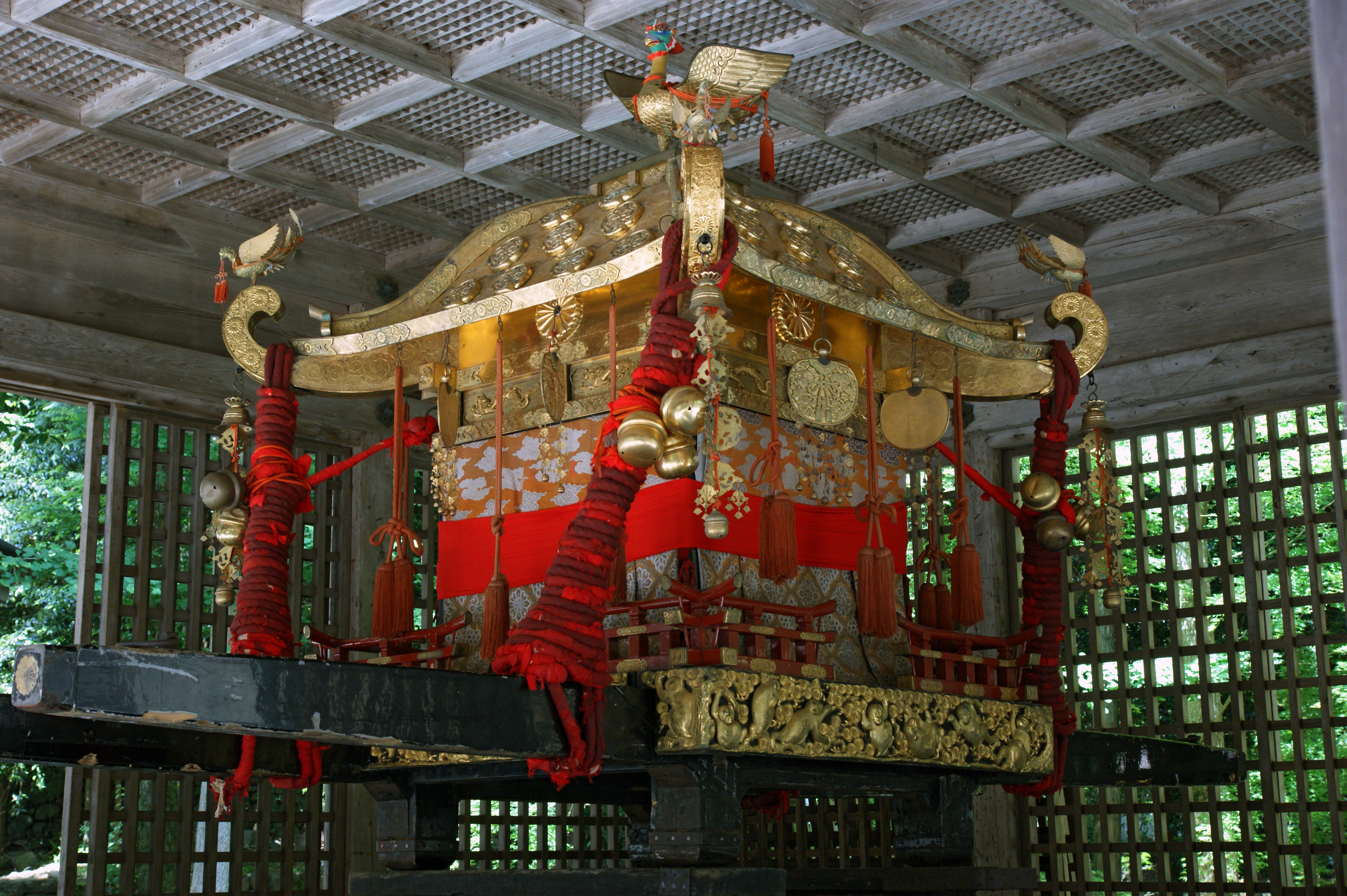
Un mikoshi

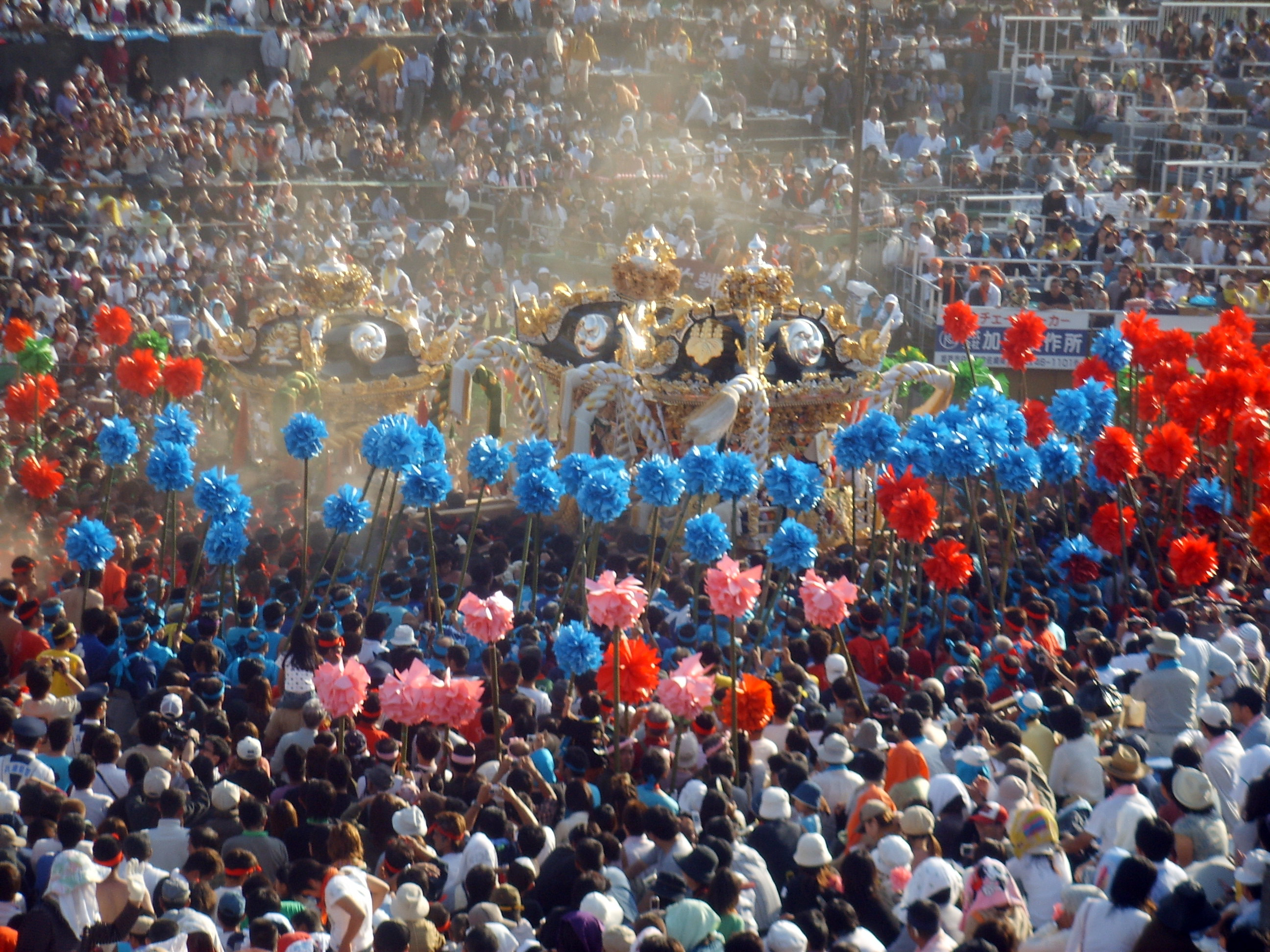
Mikoshi combatte al Nada-no-Kenka Matsuri a Himeji.

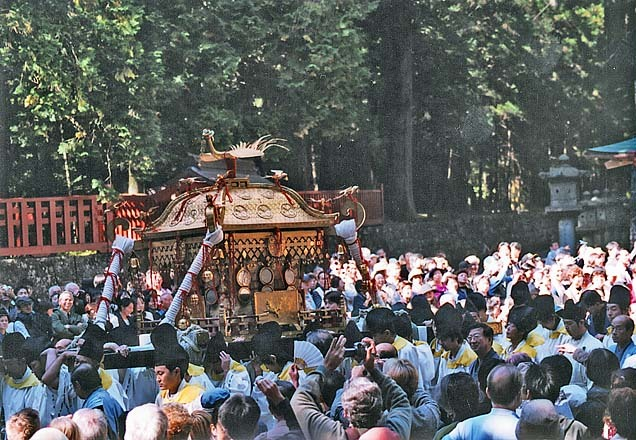
Questo mikoshi onora Tokugawa Ieyasu al Tōshō-gū di Nikkō

Un mikoshi (神輿?)  è un sacro palanchino religioso (tradotto anche come santuario shintoista portatile). I seguaci dello shintoismo credono che serva da mezzo per trasportare una divinità in Giappone mentre si muove tra il santuario principale e il santuario temporaneo durante un festival o quando lo trasferiscono in un nuovo santuario. Spesso il mikoshi assomiglia a un edificio in miniatura, con pilastri, pareti, un tetto, una veranda e una ringhiera.
Spesso viene aggiunto il prefisso onorifico giapponese o- (お?)  rendendo la parola omikoshi (お神輿?)  .

## Forme
Le forme tipiche del mikoshi sono rettangoli, esagoni e ottagoni. Il corpo, che si trova su due o quattro aste (per il trasporto), è solitamente riccamente decorato, e il tetto potrebbe contenere la scultura di una fenice.

## Festival e flusso
Durante un matsuri (festival giapponese) che coinvolge un mikoshi, le persone portano il mikoshi sulle loro spalle per mezzo di due, quattro (o qualche volta sei) aste. Spostano il mikoshi dal santuario, lo portano in giro per i quartieri che adorano il santuario, e in molti casi lo lasciano in un'area designata, appoggiandosi su blocchi chiamati uma (cavallo), per un certo tempo prima di restituirlo al santuario. Alcuni santuari hanno l'abitudine di immergere il mikoshi nell'acqua di un vicino lago, fiume o oceano (questa pratica è chiamata o-hamaori). In alcuni festival, le persone che portano il mikoshi lo salutano stranamente da una parte all'altra per "divertire" la divinità (kami) all'interno.

## Metodi per portarlo a spalla
Il metodo più comune per portarlo a spalla in Giappone è il hira-katsugi (平担ぎ?) . I portatori cantano il wasshoi (わっしょい?) scuotendo il mikoshi.
Altri metodi includono:
- Edomae (江戸前?)  è un famoso modo di portarlo a spalla osservabile all'Asakusa Sanja Festival. Il grido è "say ya, soi ya, sah, sorya ... etc". Il mikoshi viene oscillato rapidamente, su e giù e un po' a destra e a sinistra.
- "Dokkoi | ド ッ コ イ" lo si può vedere a Shonan nella prefettura di Kanagawa. Questo stile utilizza due aste. Il mikoshi viene spostato su e giù ritmicamente e più lentamente rispetto allo "stile Edomae". Un grido è "dokkoi dokkoi dokkoi sorya" oltre a una canzone chiamata "Jink una canzone vivace".
- Un altro è lo "stile Odawara | 小田原 担 ぎ" osservato ad Odawara (vicino a Hakone ). Questo è un modo particolare per cui dei mikoshi multipli si incontrano e corrono (Holy Dash). L'urlo è "oisah; korasah / koryasah" e c'è una canzone chiamata "Kiyari", un canto tradizionalmente cantato dagli operai mentre caricano un oggetto pesante e anche da vigili del fuoco[1].
- In questo stile "unito", il mikoshi utilizza l'intera larghezza della strada, spostandosi da un lato all'altro e ruotando agli angoli a tutta velocità.

## Galleria d'immagini

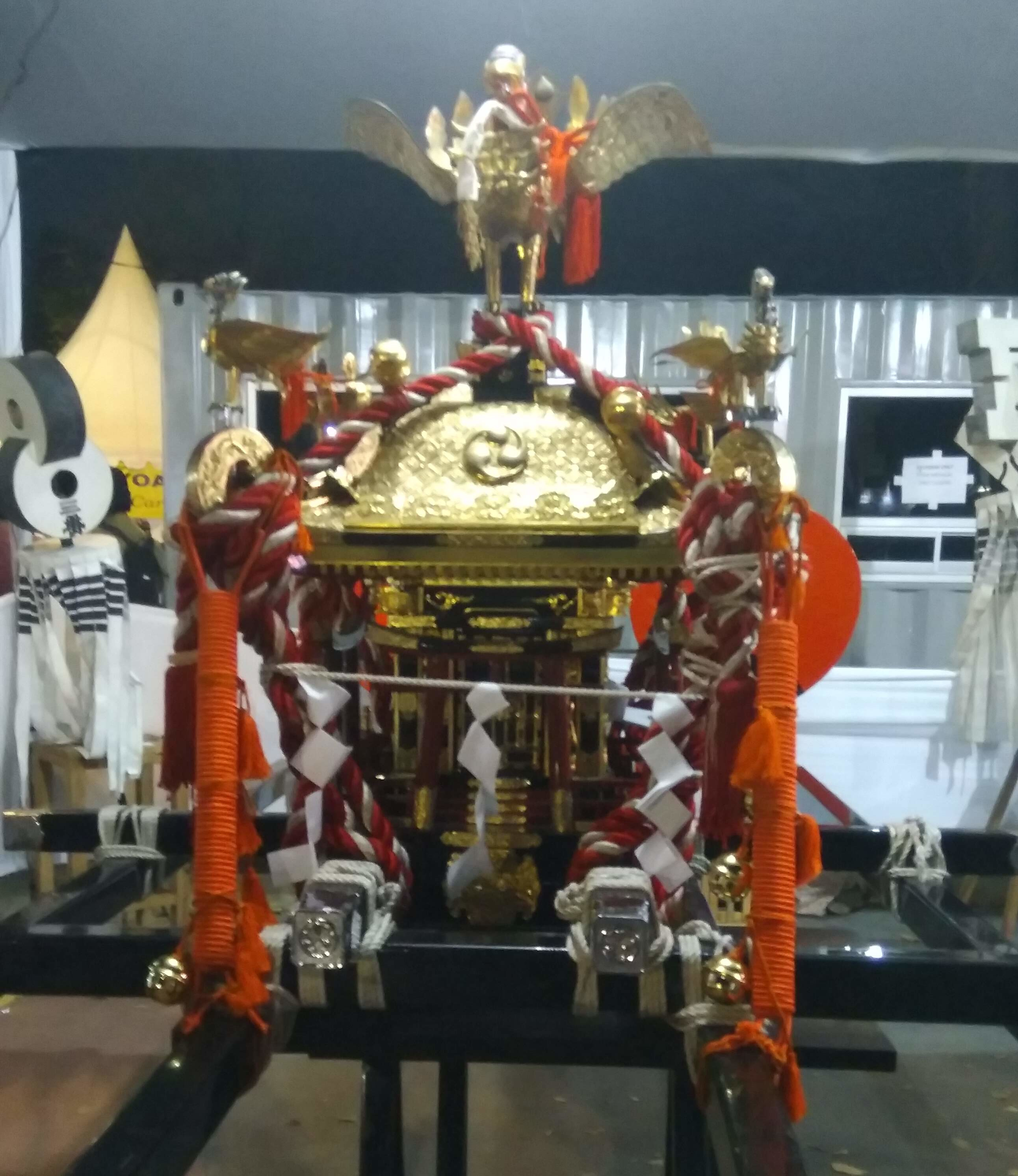
Un mikoshi durante lo Jak Matsuri 2018
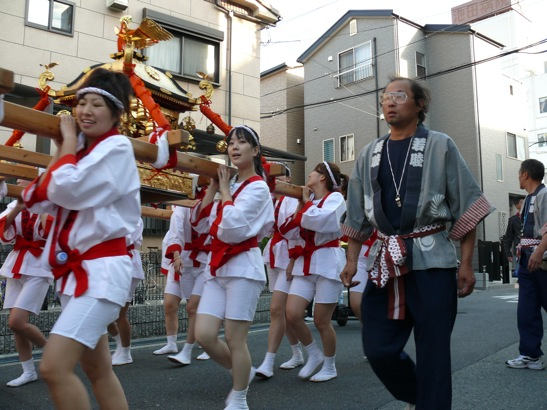
Mikoshi della donna
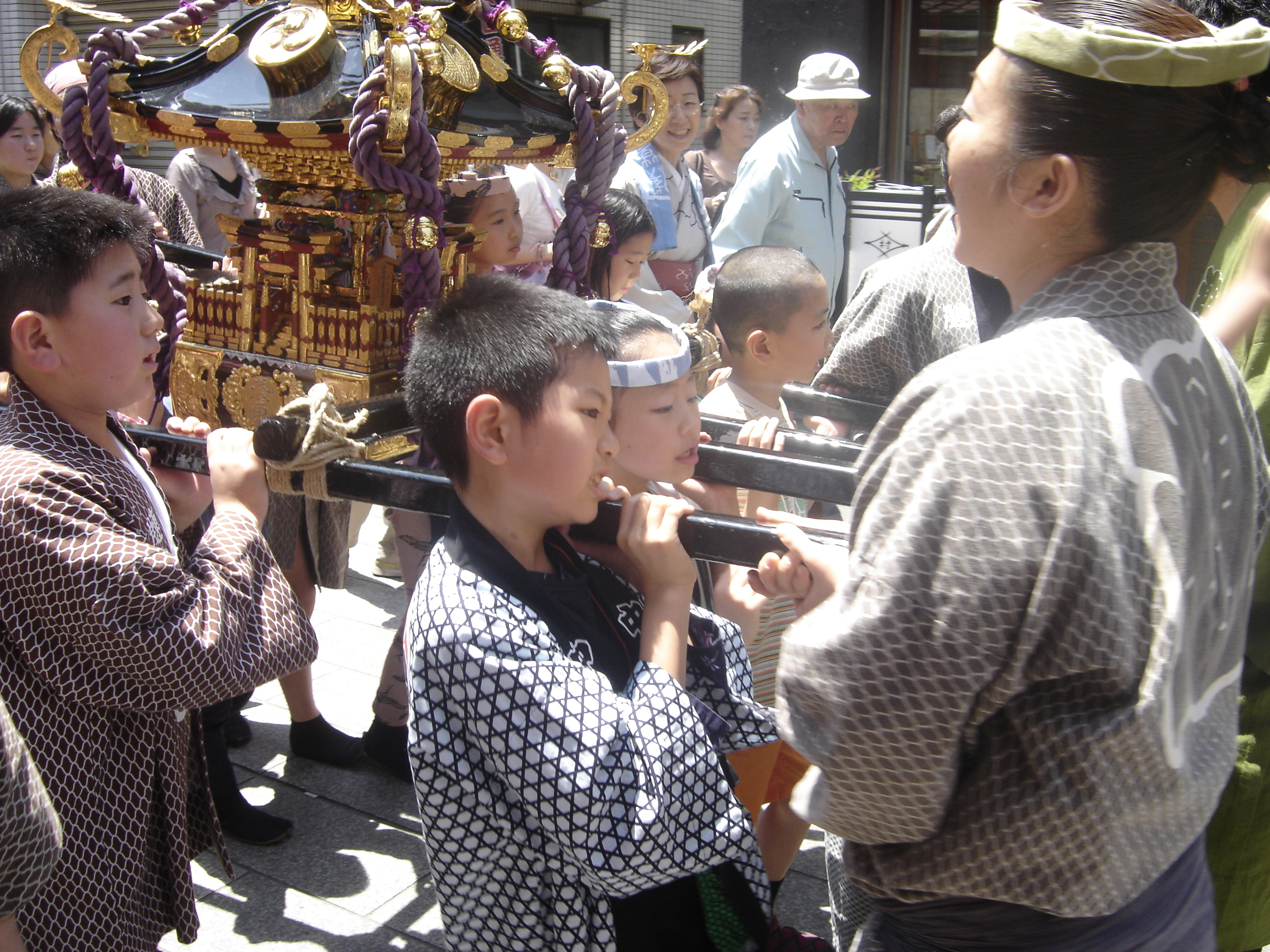
Bambini mikoshi (Sanja Matsuri)
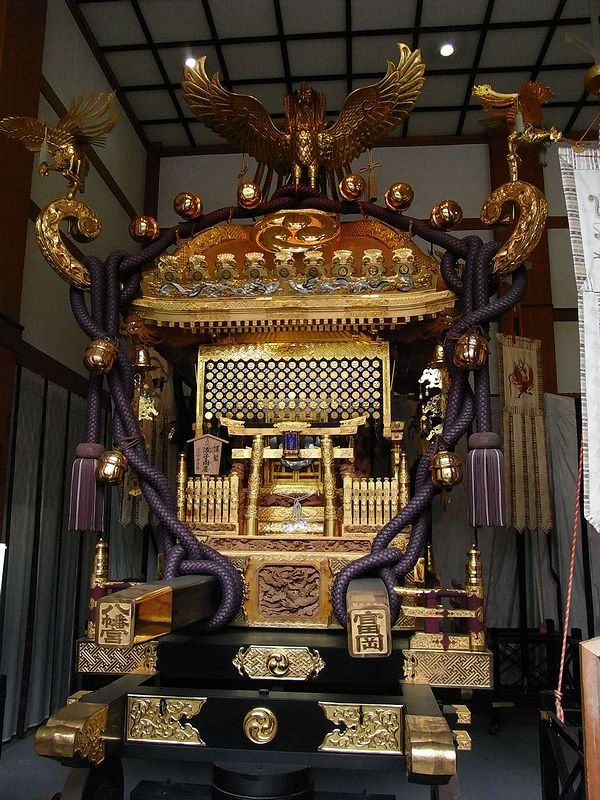
Il più grande del Giappone (Santuario Tomioka Hachiman)
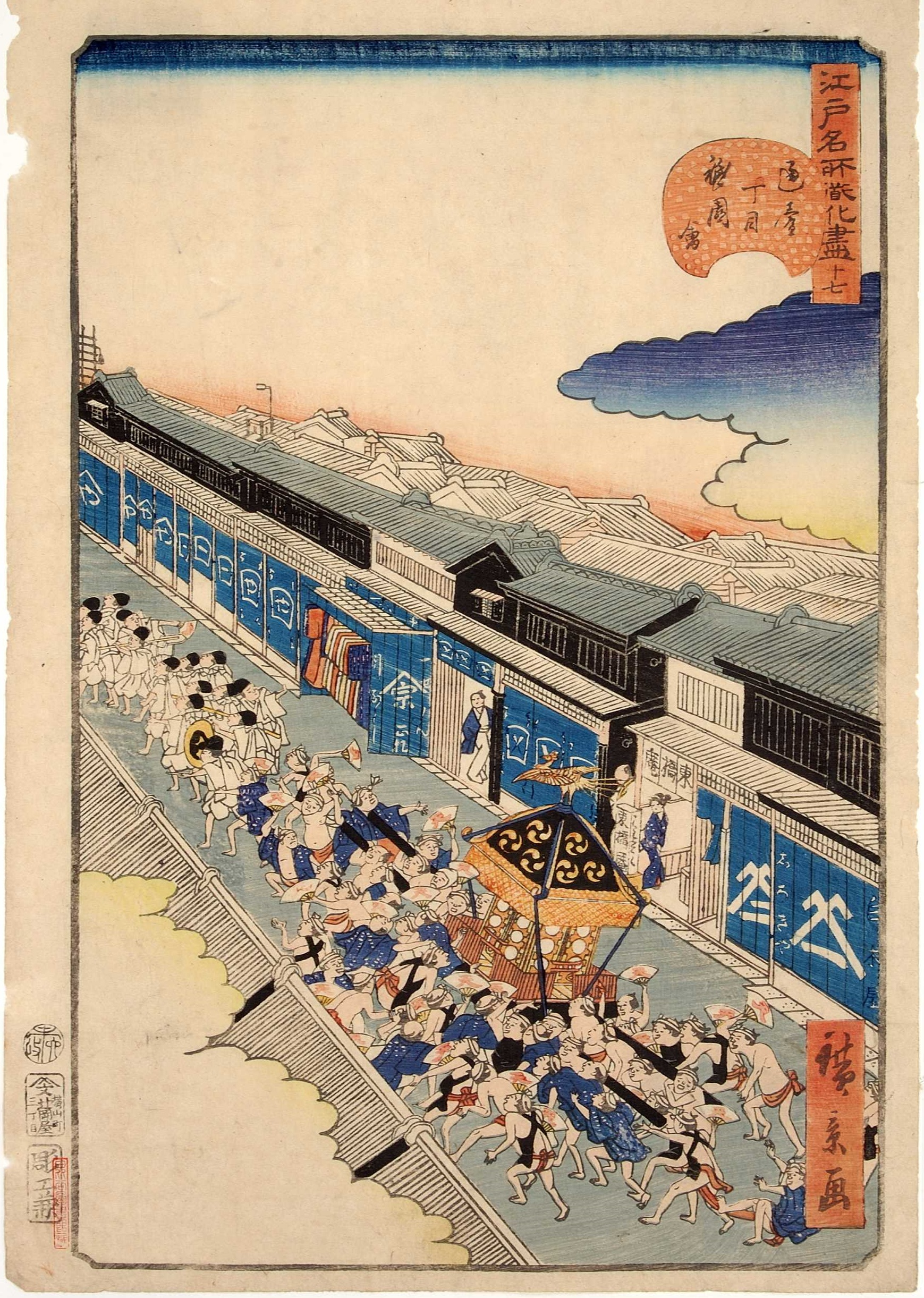
Utagawa Hirokage
- (video) Un santuario locale trasportato in Giappone. Mentre viene trasportato, i partecipanti cantano.